# François d’Orléans (Offizier)
François Gaston Michel Marie d’Orléans (* 15. August 1935 in Woluwe-Saint-Pierre; † 11. Oktober 1960 bei Taourirt Ali Ou Naceur, Algerien) war ein französischer Aristokrat aus dem Haus Orléans und Offizier der französischen Armee. Er war ein jüngerer Sohn des Thronprätendenten Henri d’Orléans († 1999) und dessen Frau Isabelle d’Orléans-Bragance († 2003). Von seinem Vater erhielt er postum den familieninternen Höflichkeitstitel „duc d’Orléans“.

## Leben
Die ersten Jahre seines Lebens verbrachte François d’Orléans im Exil in verschiedenen europäischen Ländern, bevor er 1949 ein Landwirtschaftsstudium in Beauvais aufnehmen konnte. Nachdem er zum Militärdienst einberufen worden war, absolvierte er eine Offiziersausbildung in der Militärakademie von Cherchell in Algerien. Im Rang eines Sous-lieutenant des 7. Gebirgsjäger-Bataillons wurde er am 11. Oktober 1960 während einer Operation gegen die FLN (Algerienkrieg) in der großen Kabylei bei der Ortschaft Taourirt Ali Ou Naceur getötet. „Für Frankreich gestorben“ (Mort pour la France) wurde er postum von Präsident Charles de Gaulle, anlässlich der Beerdigungszeremonie am 19. Oktober 1960 in der Chapelle de l’Hôpital Maillot in Algier, zum Ritter der Ehrenlegion ernannt. Sein Leichnam wurde am 17. Oktober 1960 in die Chapelle royale Saint-Louis in Dreux überführt.

## Auszeichnungen
- Croix du Combattant
- Croix de la Valeur militaire
- Chevalier de la Légion d’honneur (postum)